# Insolace

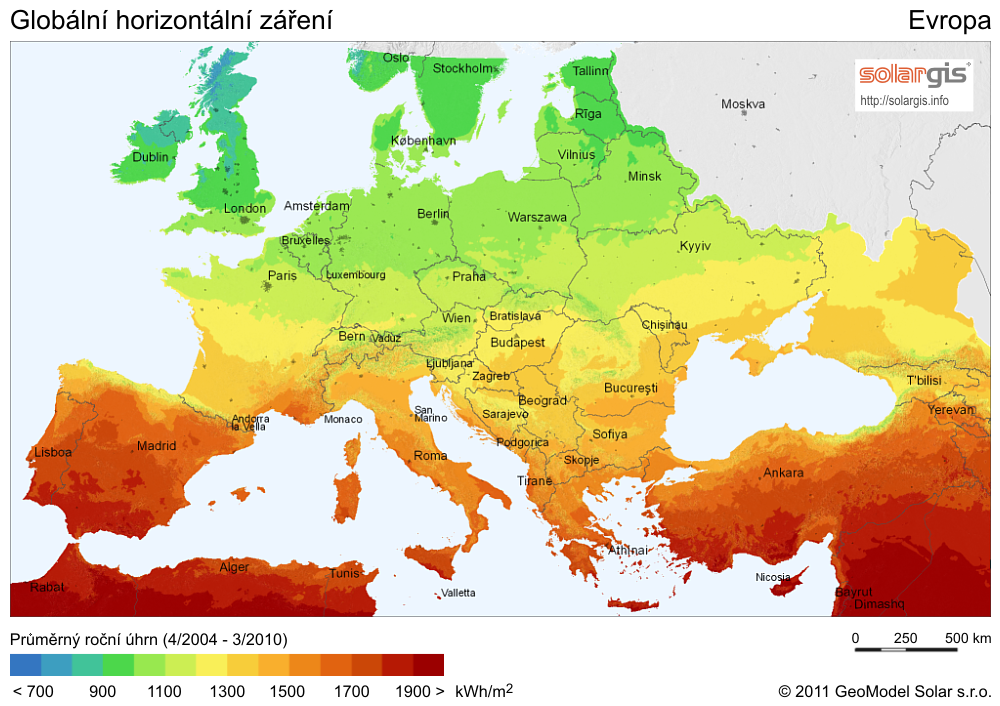
Sluneční záření v Evropě

Insolace je tok sluneční energie na osvětlený povrch Země bez atmosféry. Závisí na výšce Slunce, maximální insolace je pro Slunce v zenitu. Výška slunce závisí na zeměpisné šířce, části dne a části roku. Její jednotka je W·m−2, značka je Is.[zdroj?]

## Denní insolace
Denní insolace závisí na úhlu dopadu slunečních paprsků a době expozice. Na rovníku existují dvě maxima, která jsou v době rovnodennosti. Od rovníku k obratníkům se postupně přibližují, až splynou v jednou maximum, které je v době letního slunovratu. Od polárního kruhu k pólům je minimum nulové, postupně se rozšiřující na půl roku.

## Roční insolace

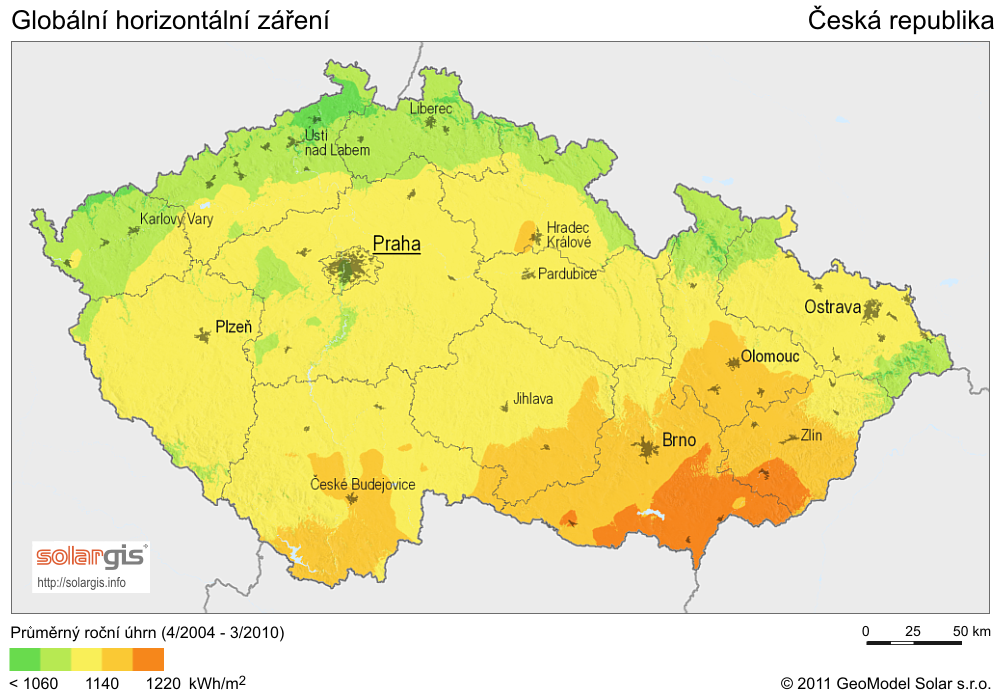
Sluneční záření v Česku

Roční insolace plynule klesá od rovníku k pólům. Na pólu je asi 40% insolace oproti rovníku. Vlivem sklonu zemské osy je insolace přerozdělena od rovníku k pólům tak, že se ve vyšších zeměpisných šířkách v důsledku pravidelných ročních odchylek v insolaci mohou střídat roční období.
Vzhledem k tomu, že oběžná dráha Země kolem Slunce je mírně excentrická, skutečný tok sluneční energie (solární iradiance) na Zemi během roku kolísá. Odchylky proti hodnotě sluneční konstanty činí přibližně ±3,4 % a jsou přibližně dány jako
{\displaystyle Q\approx S_{0}\left(1+0.034\cos \left(2\pi {\frac {n}{365.25}}\right)\right)}
kde n je pořadové číslo dne v roce, protože perihélium Země je zhruba 4. ledna.